# Бранкалеоне
Бранкалеоне (итал. Brancaleone) је насеље у Италији у округу Ређо ди Калабрија, региону Калабрија.
Према процени из 2011. у насељу је живело 3882 становника. Насеље се налази на надморској висини од 37 м.

## Становништво
| 1931. | 1936. | 1951. | 1961. | 1971. | 1981. | 1991. | 2001. | 2011. |
| ----- | ----- | ----- | ----- | ----- | ----- | ----- | ----- | ----- |
| 3.364 | 3.875 | 4.543 | 4.245 | 3.915 | 3.931 | 4.014 | 3.882 | 3.624 |